# Cattedrale di San Pietro Apostolo (Isernia)
Il duomo di Isernia, oppure cattedrale di San Pietro Apostolo, è il principale luogo di culto cattolico di Isernia, in Molise, chiesa madre della diocesi di Isernia-Venafro.

## Storia

### Il tempio della Triade Capitolina

Il podio del tempio italico visibile su un lato della cattedrale

Isernia venne fondata come colonia latina nel 264 a.C., come avamposto nel Sannio. La colonia aveva caratteristiche simili alle altre colonie italiche dell'epoca riscontrabili dalla Toscana (come Cosa) alla Campania (come Paestum). All'epoca l'elemento unificatore della cultura centro e sud italica era già la città di Roma, attraverso una capillare opera di colonizzazione.
Anche il tempio era strettamente affine ai templi dell'epoca ed anche se non era il più grande della città, se ne hanno i maggiori resti grazie alla preservazione dell'intero podio al di sotto dell'attuale cattedrale. Ulteriori scavi recenti hanno appurato le forme del tempio.
Il podio in travertino che sporge da un lato è caratterizzato da un massiccio basamento, sopra il quale sono poste due sagome rigonfie a "cuscino", sovrapposte simmetricamente (dritta e rovescia) e sormontate dal plinto.
La dedica era a Giove, Giunone e Minerva.
Per la costruzione dell'edificio alcuni materiali dell'antico tempio sono stati riciclati: ciò ha chiaramente reso più difficoltoso la ricostruzione delle fattezze dell'antico stabile, ed è lecito supporre che questo sia stato a lungo abbandonato ed utilizzato unicamente come cava cui attingere materiale per l'edilizia.
La pianta dell'edificio prevedeva tre celle, una per l'adorazione di ciascuna delle divinità componenti la triade: l'ingresso era sull'attuale vico Giobbe, e probabilmente la toponomastica conserva questo nome come modificazione del pagano Giove.

### La chiesa medievale
In epoca altomedievale, sul sito del tempio venne costruita una cattedrale di stile greco-bizantino, che conservava la disposizione del precedente edificio: a sud era situato l'ingresso, a nord l'abside, in corrispondenza delle antiche celle dedicate agli dei pagani.
Una serie di disastri naturali, tra cui numerosi terremoti, danneggiarono strutturalmente l'edificio, che vide susseguirsi una serie di restauri e ricostruzioni, la prima delle quali nell'846: nel 1349 fu ricostruita totalmente in seguito al crollo per uno smottamento sismico, ma l'aspetto mutò radicalmente. L'ingresso fu infatti spostato a nord in prossimità della piazza del mercato, per catalizzare l'attività cittadina in un unico punto. L'interno della chiesa era costituito da tre navate arricchite da decorazioni.

### La chiesa moderna

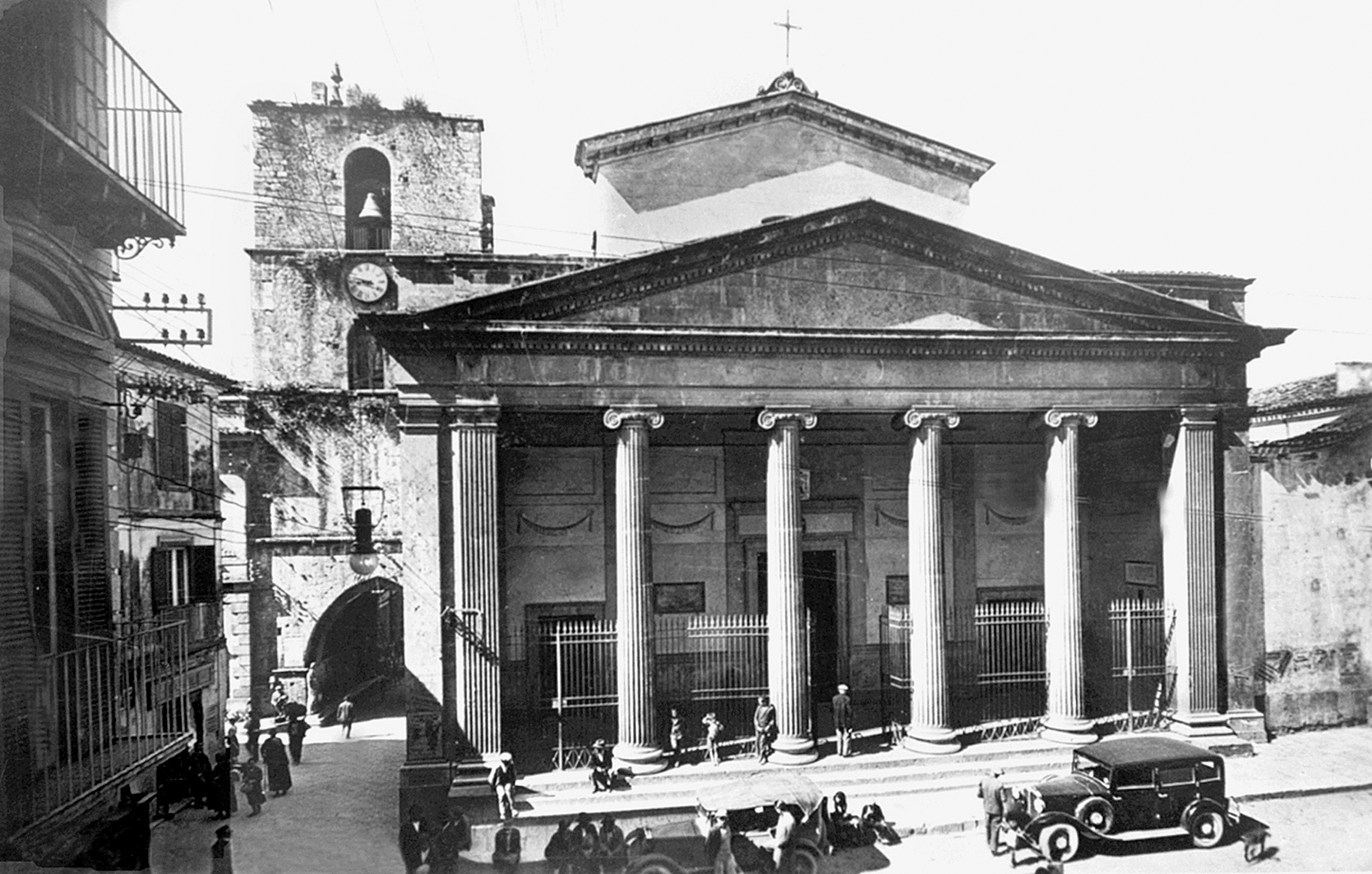
L'esterno della cattedrale in una fotografia del 1925.

Nel 1456 un ulteriore terremoto danneggiò l'edificio, che venne sempre restaurato senza sostanziali modifiche rispetto al precedente. Nel XVII secolo furono costruite le due cappelle ai lati dell'abside e nel 1769 fu realizzata la cupola per volere del vescovo Michelangelo Della Peruta. Il 30 agosto 1638, essendosi perduta la memoria della consacrazione della cattedrale a causa delle numerose ricostruzioni, il vescovo Domenico Giordani, O.F.M. procedette a compiere il rito.
Nel 1805, un disastroso terremoto lesionò gravemente le antiche strutture dell'edificio, che venne poi ricostruito nella stessa sede, ma di dimensioni maggiori. I lavori si svolsero tra il 1826 e il 1834, sotto l'episcopato di Adeodato Gomez Cardosa, per venire poi completati dal vescovo Gennaro Saladino dal 1837 al 1851, che fece provvedere alla costruzione del pronao.
Il tempio venne danneggiato dai bombardamenti aerei del settembre 1943 e restaurato per volere del vescovo Achille Palmerini fra il 1963 e il 1968. In seguito sono stati realizzati degli scavi archeologici all'interno della cattedrale che hanno messo in evidenza le antiche strutture del tempio, accessibili ai visitatori da un'entrata posta nell'edificio adiacente e altresì visibili attraverso il pavimento in vetro realizzato al posto di quello del 1903, voluto dall'allora vescovo di Isernia e Venafro Nicola Maria Merola.

## Descrizione

### Esterno

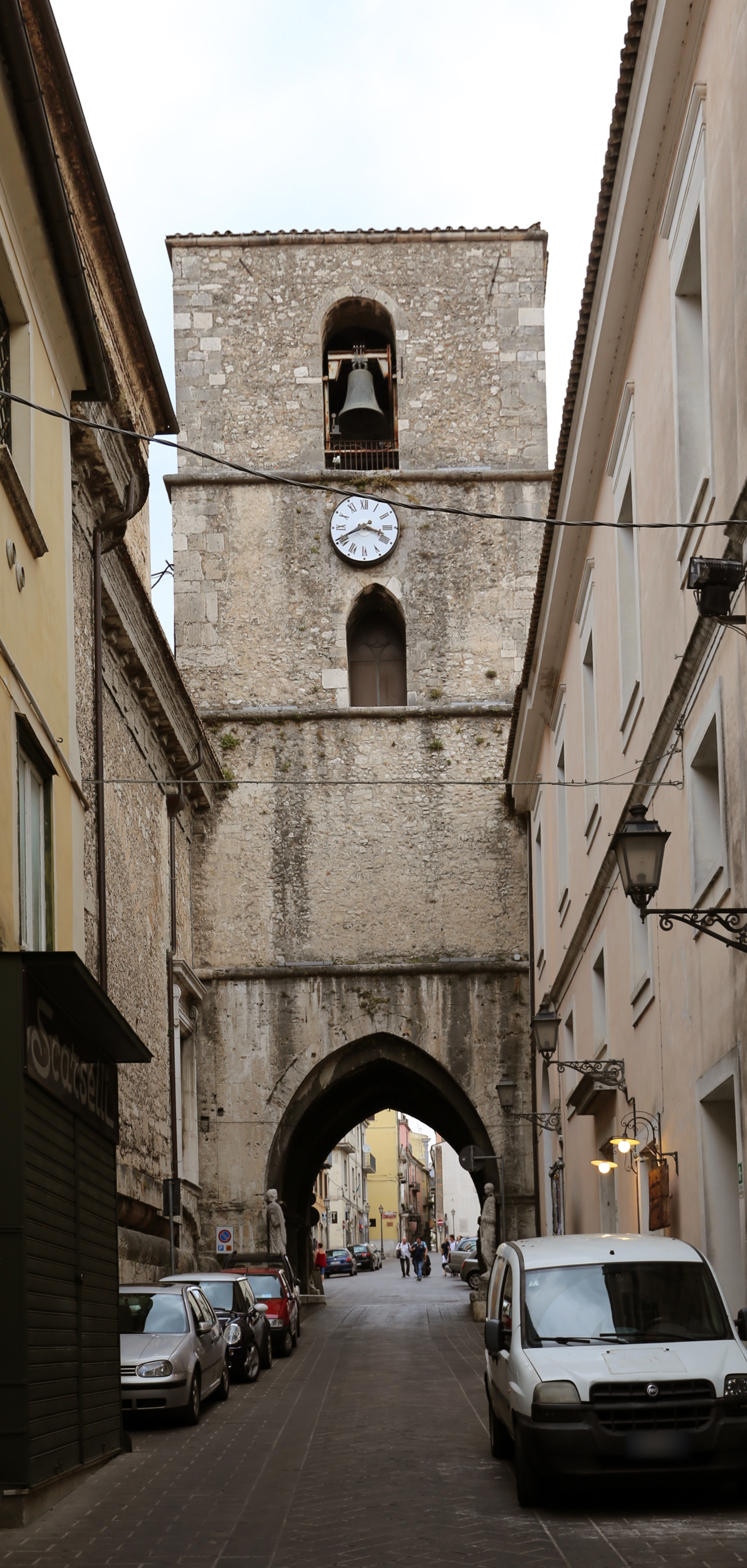
La torre campanaria

La facciata principale della cattedrale dà su piazza Andrea d'Isernia ed è affiancata da quella più bassa e semplice dell'episcopio. Il suo aspetto attuale è dovuto ai restauri neoclassici ordinati dal vescovo Gennaro Saladino nella seconda metà del XIX secolo. L'ingresso alla chiesa, che è possibile tramite tre grandi portali bronzei di gusto moderno, è preceduto dall'ampio pronao Ottocentesco; la struttura, con il grande timpano triangolare in travertino, è sorretta da due coppie di pilastri agli angoli e da quattro alte colonne ioniche sulla fronte. Nel 1954, furono aperte le due fiancate laterali del pronao e furono eliminate le cancellate in ferro battuto. Lungo la fiancata sinistra della cattedrale, che costeggia Corso Marcelli, rimasta con i mattoni a vista, si può notare la stratificazione storica e la presenza di un portale in stile barocco con cornice in marmo, attualmente murato e posto più in alto rispetto al piano stradale. Sempre su Corso Marcelli è possibile vedere il podio costituito da doppia gola rovescia dalle forme rigonfie.
Addossata alla fiancata sinistra della chiesa, sopra Corso Marcelli, vi è l'antica torre campanaria, comunemente chiamata Arco di San Pietro, per via del grande arco ogivale attraverso il quale passa il corso. L'attuale campanile, che sorge sul luogo di uno più antico di almeno quattro secoli, deve il suo aspetto ai restauri del 1456, voluti dal vescovo Giacomo Montaquila. La struttura ha la forma di una tozza torre a pianta quadrata, suddivisa in quattro ordini da cornicioni: in quello inferiore si apre l'arco, a sesto acuto, attraverso il quale passa Corso Marcelli, con quattro statue togate di origine romana; nei due superiori, invece, si aprono le finestre della cella campanaria e vi è l'orologio civico. Sulla sommità del campanile, l'unica parte della torre danneggiata durante il terremoto del 1805, vi sono le due campanelle che suonano le ore.

### Interno

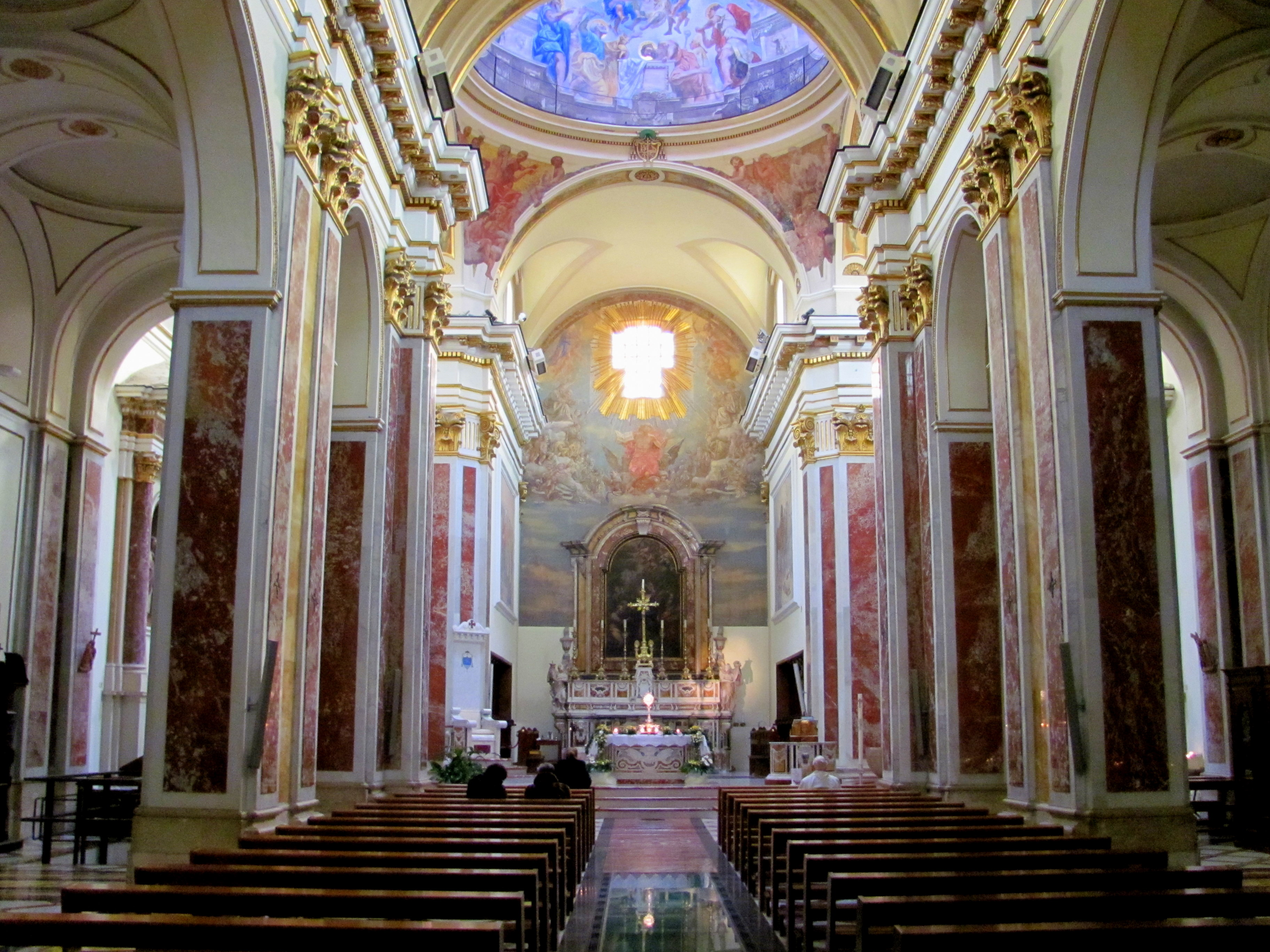
L'interno

L'attuale aspetto interno della cattedrale risale anch'esso ai restauri ordinati dal vescovo Gennaro Saladino e dai suoi successori in seguito al terremoto del 26 luglio 1805 a partire dall'anno 1851. Lo spazio interno, quindi, appare suddiviso in tre navate con quattro campate ciascuna da pilastri decorati da lesene corinzie in marmi policromi. La navata centrale, sulla cui controfacciata si trova la cantoria lignea contenente le canne dell'organo Ruffatti, la cui consolle è nel transetto, prima del sisma del 1984 aveva la volta a botte affrescata con figure di Santi. La cupola, invece, mantiene ancora la sua originaria decorazione ad affresco, che ne copre interamente la calotta interna, realizzata nel 1927-1928 da Amedeo Trivisonno. Essa, incentrata sul Dogma dell'Assunzione, si ispira agli affreschi barocchi e non ha subito gravi danni durante il bombardamento del 1943 ed il terremoto del 1984. Il pavimento per la maggior parte in vetro risale al 2002 e mette in evidenza gli scavi ritrovati sotto l'edificio.

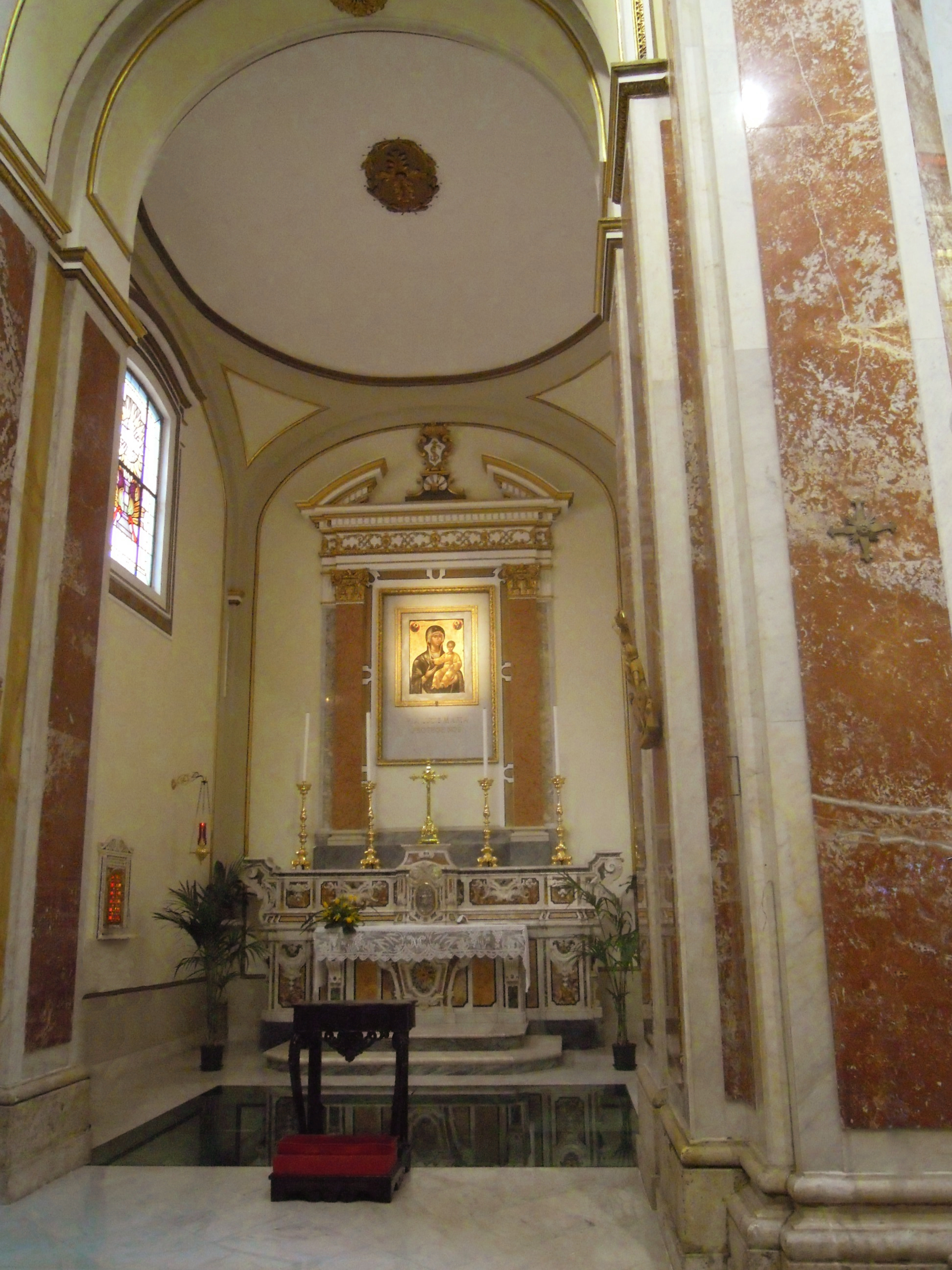
La cappella del Santissimo Sacramento con l'icona della Virgo Lucis

L'abside, a pianta quadrangolare, accoglie due importanti opere barocche: addossato alla parete fondale, infatti, vi è l'altar maggiore pre-conciliare, commissionato dall'allora vescovo di Isernia Michelangelo de Peruta e risalente alla fine del XVIII secolo, sormontato dalla pala Consegna delle Chiavi a San Pietro, di Raffaele Gioia. L'altar maggiore post-conciliare, la cattedra episcopale, l'ambone e il fonte battesimale marmorei, collocati sotto l'arco di separazione fra la crociera e l'abside, sono risalenti all'adeguamento liturgico degli anni ottanta del Novecento.
La cappella del Santissimo Sacramento, alla sinistra dell'abside, accoglie un pregevole altare barocco in marmi policromi con ciborio sormontato da due cherubini e dalla colomba dello Spirito Santo. Nell'ancona, vi è l'antica tavola bizantina raffigurante la Virgo Lucis (la Madonna della Luce) di Marco Basilio. Risalente al XV secolo, fu portata ad Isernia nel 1567 dal Vescovo Lomellina. Per gli isernini essa rappresenta il simbolo di una "Guidatrice" attraverso la luce. Essi si rivolgono all'icona, infatti, dicendo «Santa Maria, spiccia la via»
(Santa Maria, libera la strada).
Nella cappella alla destra del presbiterio, invece, vi è la statua della Madonna de ru père (Madonna del Piede), realizzata con ogni probabilità nel XIII secolo e dapprima collocata nel Santuario di Santa Maria d'Altopiede, nei pressi della città, poi nell'eremo dei Santi Cosma e Damiano ed infine collocata nella cattedrale nel XX secolo. Fanno parte del Tesoro della Cattedrale varie opere, fra cui la Gabbia di rame dorato di S. Nicandro, del XIV secolo, la Croce d'argento donata da Celestino V alla sua città, alcuni calici ed una preziosa croce da altare di scuola Angioina.

### Organo a canne
Sulla cantoria in controfacciata, si trova l'organo a canne della cattedrale, costruito negli anni novanta del XX secolo dalla ditta organaria padovana Fratelli Ruffatti.
Lo strumento è a trasmissione elettrica e la sua consolle, avente due tastiere di 61 note ciascuna e pedaliera concavo-radiale di 32 note, si trova nel braccio sinistro del transetto. La mostra del corpo fonico, con cassa limitata al basamento e priva di decorazioni, e di tipo ceciliano, con canne di principale dell'altezza di 8' disposte in due cuspidi laterali simmetriche di 22 canne ciascuna, e una cuspide centrale più stretta di 17 canne.